# Alexander Pope
Alexander Pope (Londen, 21 mei 1688 – Twickenham (nu deel van Londen), 30 mei 1744) was een Engels dichter.
Pope was een zoon van katholieke ouders en kreeg voornamelijk huisonderwijs, omdat in deze tijd van de Engelse Glorieuze Revolutie katholieke scholen en onderwijzers bij wet buitenspel werden gezet.
Pope had een zwakke gezondheid en, mogelijk als gevolg van tuberculose in zijn jeugd, een verstoorde lichaamsgroei. Hij mat slechts 1,37 m.
Al sinds zijn twaalfde schreef hij verzen, vaak imitaties van andere schrijvers. Zijn meest originele werk uit die tijd was Pastorals (1709).
Zijn eerste echt grote werk was An Essay on Criticism uit 1711. Andere bekende werken uit die tijd waren The Rape of the Lock (1712, herziene versie 1714) en zijn vertalingen van Homerus' Ilias en Odyssee (1715-1726). Deze laatste werken leverden hem voldoende geld op om zich terug te kunnen trekken in een landhuis in Twickenham, waar hij de rest van zijn omvangrijke werk schreef.
Popes werk geeft een goede weerspiegeling van zijn tijd. In de tijd van koningin Anna schreef hij pastorale poëzie, de 'Ilias' en 'Odyssee' ontstonden onder George I.
In zijn derde fase behandelde hij de grote godsdienstige en intellectuele zaken van die tijd. Hij schreef voornamelijk in de vorm van 'heroic couplets': series van meestal tien-lettergrepige, op elkaar rijmende regels. Hierin ontwikkelde hij zich tot een ware meester.
Pope was bevriend met Jonathan Swift.

## Belangrijkste werken
- Pastorals (1709)
- An Essay on Criticism (1711)
- The Rape of the Lock (1712)
- Windsor Forest (1713)

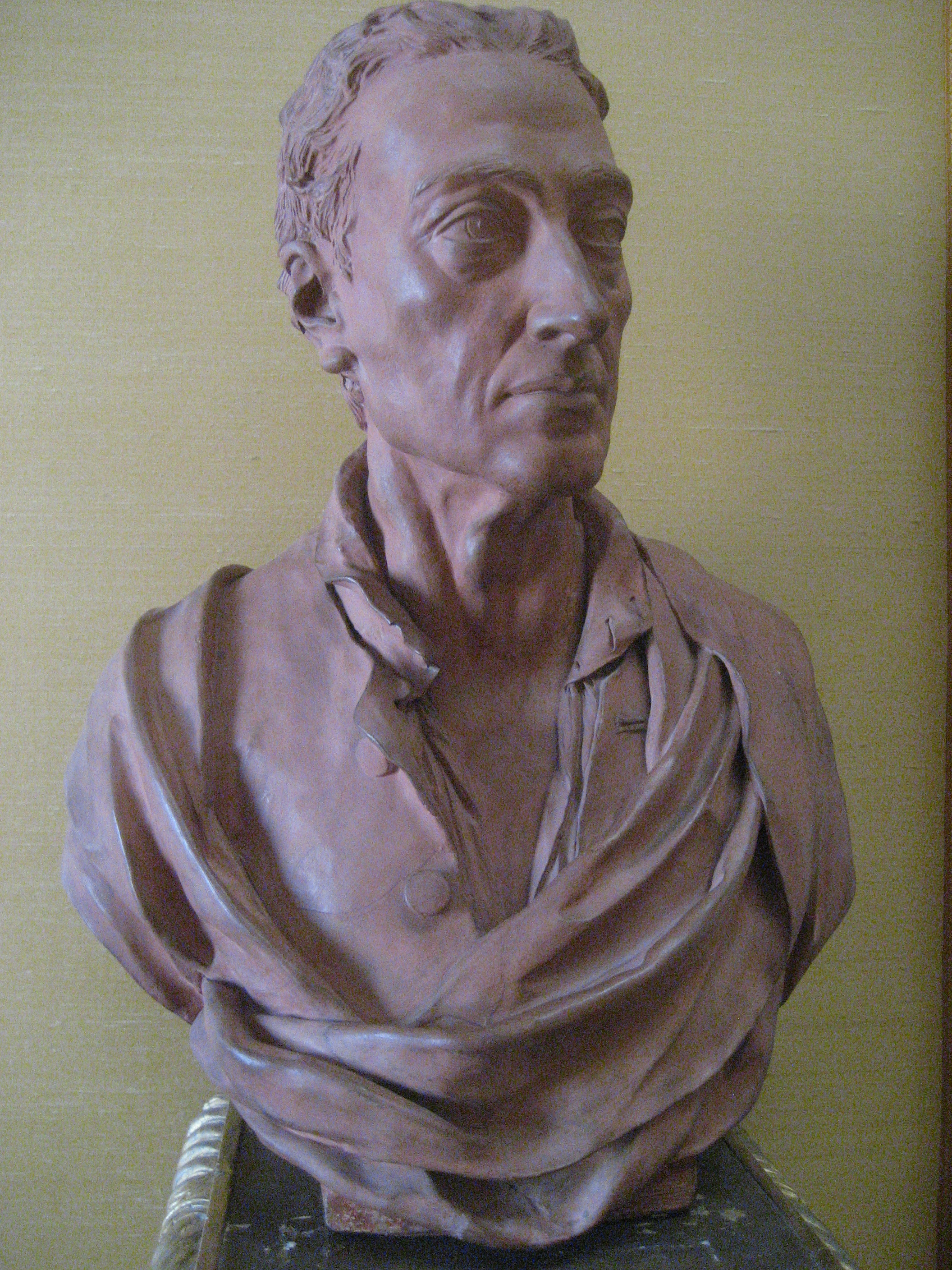
Alexander Pope
Buste door John Rysbrack in het Fitzwilliam Museum in Cambridge

- Vertaling van de Ilias (1715-1720)
- Eloisa to Abelard (1717)
- Elegy to the Memory of an Unfortunate Lady (1717)
- The Works of Shakespear, in Six Volumes (1723-1725)
- Vertaling van de Odyssee (1725-1726)
- Peri Bathous, Or the Art of Sinking in Poetry (1727)
- The Dunciad (1728)
- An Essay on Man (1734)
- The Prologue to the Satires (1735)